# Hans Abrahamsson (fredsforskare)
Hans Abrahamsson, född 1949, är en svensk freds- och utvecklingsforskare.

## Biografi
Abrahamsson intresserade sig under 1990-talet för utveckling och samhällsomvandling i Moçambique. Han gav ut flera böcker i detta ämne och disputerade 1997 för filosofie doktorsexamen med  avhandlingen om utveckling och maktstrukturer i Moçambique. Abrahamsson har därefter fortsatt forska om freds- och utvecklingsfrågor vid Göteborgs universitet och försökt kartlägga och beskriva teorier och strategier för global rättvisa. Han är docent vid institutionen för globala studier vid Göteborgs universitet.
Abrahamsson utsågs som medlare mellan arrangörer och demonstranter inför Europeiska rådets toppmöte i Göteborg 2001 som urartade i Göteborgskravallerna. Abrahamsson har efter händelserna kritiserat organisatörer och polis som enligt honom övergav den planerade dialogmodellen och istället tillämpade en mer konfrontativ strategi på inrådan av amerikansk säkerhetstjänst. Abrahamsson gav 2006 ut boken En delad värld: Göteborgskravallerna i backspegeln, som kom ut i ny upplaga 2021. År 2023 utgavs boken På Hvitfeldtska bodde vi, med intervjuer av Hans Abrahamsson och Tord Björk. Boken har även blivit underlag till dokumentärfilmen På Hvitfeldtska bodde vi, där Abrahamsson och Tord Björk kommenterar foto- och filmmaterial från händelserna 2001.
Abrahamsson har arbetat med frågor om politisk ekonomi och bistånd för uppdragsgivare som UD och Sida. Han har forskat om globalisering och de sociala utmaningar som följer med den. På uppdrag av Sveriges Kommuner och Regioner har han forskat om hur förändringsprocesser som globalisering, migration och urbanisering påverkar lokala samhällen och påverkar förutsättningarna för en socialt hållbar utveckling i svenska kommuner.
Abrahamsson har också i samarbete med Sveriges Kommuner och Regioner utvecklat en självstudiekurs i omvärldskunskap, samhällsförändring och medborgardialog. Där behandlas drivkrafter och orsaker bakom den pågående samhällsförändringen och hur Agenda 2030 och FN:s globala mål för en hållbar utveckling kan användas på lokal nivå samt medborgardialogens roll för att värna demokrati och skapa ökade förutsättningar för social hållbarhet.

### Om Moçambique
- Abrahamsson, Hans; Nilsson Anders (1993). Moçambique i förändring: en utvecklingshistorisk översikt 1974-1992. Göteborg: Padrigu. Libris 1785991
- Abrahamsson, Hans; Nilsson Anders (1995). Alice i underlandet: 20 myter om Mocambiques ekonomiska och politiska utveckling. Padrigu papers, 99-0733634-3. Göteborg: Padrigu. Libris 2098349
- Abrahamsson, Hans; Nilsson Anders (1995) (på engelska). Mozambique: the troubled transition: from socialist construction to free market capitalism. London: Zed. Libris 6476958. ISBN 1856493245
- Abrahamsson, Hans; Nilsson Anders (1995) (på engelska). The future world order and national governance in Mozambique: empowerment and into English by Polly Gaster]. Padrigu papers, 99-0733634-3. Göteborg: Padrigu. Libris 8772473
- Abrahamsson, Hans; Nilsson Anders, Gaster Polly (1996) (på engelska). "The Washington Consensus" and Mozambique: [the need to question the westernised development paradigm in Africa]. Padrigu papers, 99-0733634-3. Göteborg: Padrigu. Libris 2307110
- Abrahamsson, Hans (1997) (på engelska). Seizing the opportunity: power and powerlessness in a changing world order : the case of Mozambique. Padrigu papers, 99-0733634-3. Göteborg: Padrigu. Libris 7764418. ISBN 9187380404

### Göteborgskravallerna
- En delad värld: Göteborgshändelserna i backspegeln. Stockholm: Leopard. 2006, ny upplaga 2021. Libris 10150923. ISBN 9173431265
- Löfstedt, Nils Petter; Möller Daniel, Abrahamsson Hans, Björk Tord (2023). På Hvitfeldtska bodde vi, med intervjuer av Hans Abrahamsson och Tord Björk. [Malmö]: Himlens mörkrum bokförlag. Libris 3lm77s351n8mkl4x. ISBN 9789152779354

### Global rättvisa och utveckling
- Det gyllene tillfället: teori och strategi för global rättvisa. Stockholm: Leopard. 2003, ny utgåva 2008. Libris 8904341. ISBN 9789173430074
- (på engelska) Understanding world order and structural change: poverty, conflict, and the global arena. Houndmills, Basingstoke, Hampshire: Palgrave Macmillan. 2003. Libris 8931940. ISBN 0333773853
- Vår tids stora omdaning: om konsten att värna demokrati och social hållbarhet. Göteborg: Bokförlaget Korpen. 2019. Libris bmbj4zg58tzpttmf. ISBN 9789188383488
- Den politiska ekonomins glokala uttryck: Sverige i en värld i förändring. Göteborg: Bokförlaget Korpen. 2019. Libris bmv91ncs80fw1cpn. ISBN 9789188383549